# ФК Пакш
ФК Пакш или скраћено Пакши (мађ. Paksi Futball Club) је фудбалски клуб из Пакша, Мађарска. Утакмице играју на домаћем стадиону Пакши Шпорт Еђешилет. Боје клуба су зелено беле.

## Историја клуба
Фудбал је први пут у Пакшу игран у августу 1912. године од стране студената. Недуго после тога је формиран Атлетски спортски клуб Пакши (Paksi Atlétikai Sport Club), у оквиру којег је локално игран и фудбал. После Другог светског рата формирано је и фудбалски клуб под именом Спортско друштво Пакш, СД Пакш,(Paksi Sportegyesület), који је играо своје утакмице у жупанијском рангу такмичења. На овом нивоу ФК Пакш је играо у периоду од 1954. па све до 1964. године. Ново игралиште је отворено 1966. године са капацитетом од 500 гледалаца. 
У сезони 1970. тим је освојио титулу првака жупаније и пласирао се у мађарску трећу централну дивизију. Исте године је, 25. јула, угостио чувени ФК Ференцварош и испред 5.000 гледалаца одиграо своју прву историјску утакмицу. Резултат је на крају био 7:2 за Ференцварош. Следеће три године ФК Пакш је провео у трећој лиги да би после испао назад у жупанијску лигу. 
Жупанијска сезона 1976. је била најимпресивнија у дотадашњој историји клуба. Са импресивном гол-разликом 119-21 ФК Пакш је освојио титулу првака и пласирао се у виши ниво такмичења, у трећу мађарску лигу. Али та година је донела још један успех клубу, освојили су Сабадфелд куп, играјући на Непу у Будимпешти. 
У сезони 1981/82 тим је играо у трећој лиги, група Драва, испао једну сезону и после се опет 1983/84 вратио у трећу лигу. Током осамдесетих година ФК Пакш је стално био на ивици уласка у другу мађарску лигу али увек је остајао кратак за неколико бодова. 
У јулу 1993. ФК Пакш се ујединио са ФК АШЕ и тиме ојачао свој играчки кадар. Током 2001. тим је освојио првенство треће лиге, група Дунав, и у друголигашкој сезони 2005/06 је убедљиво освојио прво место и пласирао се у прву мађарску лигу. ФК Пакш је те друголигашке сезоне имао скор од 25 победа, 1 нерешена, 4 изгубљене утакмице, са гол-разликом 66:22.

## Стадион
Игралиште је саграђено 1966. године са капацитетом од 500 гледалаца. Првобитно је носило име Вароши шпортелеп (Városi Sporttelep). Каснијим успесима клуба, издвојено је више новчаних средстава и стадион је преуређен да може да прими 4.000 гледалаца, 1.900 места за седење (од којих 400 покривено) и 2.100 места за стајање.
Прва ноћна утакмица на свом стадиону, ФК Пакш је одиграо 22. марта 2008. године против ФК Вашаша. Резултат је био 3:0 за Пакш.
Рекордну посету ФК Пакш је на свом стадиону остварио 12. маја 2008. године на утакмици против ФК Ујпешта, победа Пакша од 2:0. Утакмици је присуствовало укупно 5.322 гледалаца.

## Такмичење у првој Мађарској лиги
ФК Пакш је први пут играо прволигашки фудбал у сезони 2006/07 и ту сезону је завршио на сигурном једанаестом месту исто као и следеће сезоне 2007/08. 
| Сезона  | УУ | ПБ | НР | ИЗ | ГД-ГП | ГР | Бо | Позиција на табели |
| ------- | -- | -- | -- | -- | ----- | -- | -- | ------------------ |
| 2007/08 | 30 | 9  | 10 | 11 | 51-51 | 0  | 37 | 11                 |
| 2006/07 | 30 | 10 | 7  | 13 | 34-38 | -4 | 37 | 11                 |
| УКУПНО  | 60 | 19 | 17 | 24 | 65-89 | -4 | 74 |                    |

УУ = Укупно утакмица; ПБ = Победе; НР = Нерешено; ИЗ = Укупно пораза; ГД = Голова дато; ГП = Голова примљено; ГР = Гол-разлика; Бо = Бодова

## Трофеји
- Куп Мађарске (2) : 2023/24, 2024/25.
- Лига куп Мађарске (1) : 2010/11.